# بنجامین پرس
بنجامین پرس (انگلیسی: Benjamin Peirce؛ ۴ آوریل ۱۸۰۹ – ۶ اکتبر ۱۸۸۰) یک دانشمند در زمینه جبر اهل ایالات متحده آمریکا بود.